# 中島綾菜
中島 綾菜（なかしま あやな、1993年8月10日 - ）は、日本の女性ローカルタレント、ラジオパーソナリティー。大分県大分市出身。

## 人物
- 大分東明高等学校、中村学園大学短期大学部卒業。
- 身長163cm、血液型はA型。
- RKB毎日放送、大分朝日放送などへのレギュラー出演を中心に活躍しており、特に2017年7月から2018年4月末まで大分朝日放送の自社制作3番組にすべて出演していた。
- 幼稚園教諭二種免許、保育士資格を有している[1]。
- JOKER DXで自室が紹介された際に、相棒であるピンク色のうさぎのようなぬいぐるみを紹介した。名前は「枝村」
- 「2022年3月26日（一粒万倍日・天赦日・寅の日が重なる日）に婚姻届を提出した[2]」と2022年4月5日（火）放送のJOKEREXとダメ恋診療所にて発表。JOKEREXでは大分市役所へ夫と2人で届出をする様子が放送された。
- 2023年10月1日にInstagramを更新し、ワタナベエンターテインメントを退所し出演番組をすべて卒業したことを発表した。[3]

## 過去の出演番組
- ハイタッチ!（RKBラジオ）
- 金様の鍵（大分朝日放送）
- キレ★カワ女子部（TVQ九州放送）
- チラチラパンチ（TVQ九州放送）
- JOKER DX（大分朝日放送）冨永実加子が産休中の代役を勤め、冨永の復帰で一旦番組から離れたが、復帰した冨永が番組卒業したのを期にメインMCになった。
- モーニングジャム水曜日（FM FUKUOKA）2021年9月29日の放送にて卒業
- JOKER EX（大分朝日放送）　JOKERDXの後継番組 2023年3月末で番組終了
- れじゃぐる（大分朝日放送）2023年9月末で番組卒業